# Leptolaimus danicus
Leptolaimus danicus är en rundmaskart. Leptolaimus danicus ingår i släktet Leptolaimus, och familjen Leptolaimidae. Arten är reproducerande i Sverige.